# Генерал-губернатор в совете
Генера́л-губерна́тор в сове́те (фр. Gouverneur général en conseil) — термин, используемый в Канаде для обозначения Тайного совета Королевы для Канады. Между тем, в настоящее время его фактически используют для обозначения правительства, то есть исполнительной ветви Тайного совета.
Так как должность генерал-губернатора Канады является лишь почётной и жалуемой канадским личностям, много делавшим для своей страны, преобладающее большинство его полномочий определено в демократическом контексте. На основе этого генерал-губернатор действует по указаниям Совета министров и под контролем Тайного совета.
Другими словами, термин «генерал-губернатор в совете» (или лейтенант-губернатор, если речь идёт о провинциях) используется в случаях, когда от имени генерал-губернатора действует Кабинет министров.